# Julius Zech (Astronom)

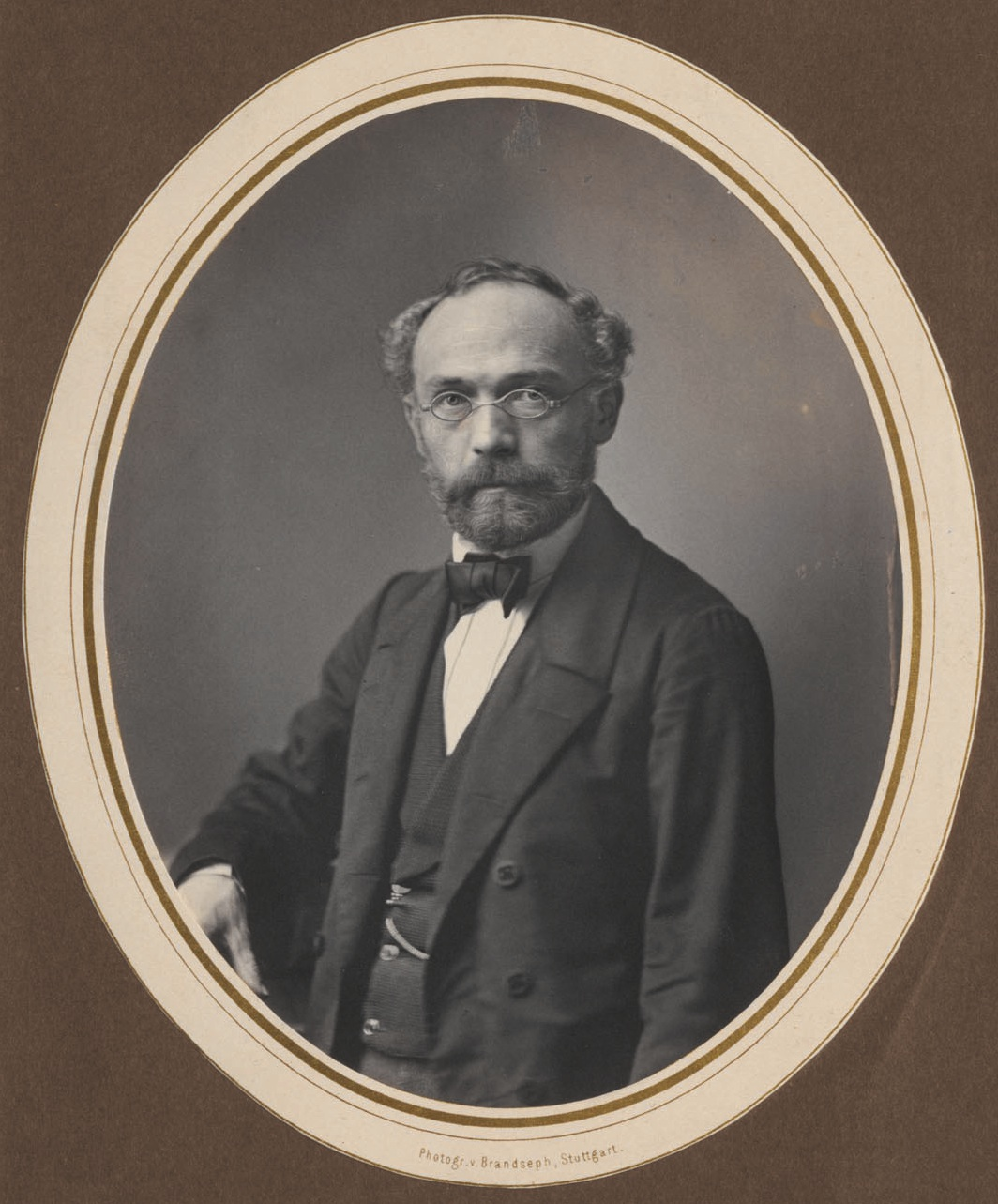
Julius Zech, Photographie von Georg Friedrich Brandseph, vor 1862

Julius August Christoph Zech (* 24. Februar 1821 in Stuttgart; † 13. Juli 1864 ebenda) war ein deutscher Astronom und Mathematiker.

## Leben
Bereits beim Besuch des Königlichen Gymnasiums in Stuttgart entwickelte Zech eine Vorliebe für die Astronomie. Dennoch studierte er ab 1838 an der Universität Tübingen zunächst Theologie und war vier Jahre lang Zögling im Evangelischen Stift. Die meiste Zeit verbrachte er allerdings mit naturwissenschaftlichen Studien unter Johann Gottlieb Nörrenberg. Nach dem bestandenen Abgangsexamen blieb er noch ein weiteres Jahr in Tübingen, wo ihn Nörrenberg bei sich wohnen ließ und er sich mehr und mehr mit Astronomie beschäftigte. Nach seiner Promotion zum Dr. phil. ging er im Herbst 1843 nach Berlin, ein Jahr später zu Peter Andreas Hansen nach Gotha.
Im Herbst 1845 kehrte Zech nach Tübingen zurück und habilitierte sich für Mathematik und Astronomie. Er wirkte daraufhin, wieder unter Nörrenberg, viereinhalb Jahre als Dozent an der Universität Tübingen. Neben der Lehre berechnete er in seiner freien Zeit Additions- und Subtraktionslogarithmen und beschäftigte sich mit den Mondfinsternissen des Almagest. Aus finanziellen Gründen nahm er im Frühling 1850 eine Lehrerstelle für Mathematik am Stuttgarter Gymnasium an und erteilte zusätzlich private Unterrichtsstunden. Im Herbst 1852 wurde er als Nachfolger des pensionierten Nörrenberg nach Tübingen berufen und war zunächst außerordentlicher, ab 1856 ordentlicher Professor für Mathematik und Astronomie sowie Direktor der Tübinger Sternwarte. Zech war allerdings weniger als Beobachter denn als Lehrer und Rechner tätig. Er beschäftigte sich insbesondere mit Bahnstörungen und erstellte Tafeln für die Asteroiden Astraea und Hygiea, an denen er seit 1853 mehrere Jahre lang gearbeitet hatte.
Julius Zech war Mitglied der Gesellschaft Deutscher Naturforscher und Ärzte. Er bemühte sich um den Zusammenschluss der deutschen Astronomen und wurde 1863 auf der Gründungsversammlung der Astronomischen Gesellschaft in Heidelberg zu ihrem ersten Vorsitzenden gewählt. Dieses Amt konnte er jedoch nicht lange ausüben, da er noch im selben Jahr schwer erkrankte und nach langem Leiden am 13. Juli 1864 in Stuttgart-Berg starb, wo er im Heilbad Linderung erhofft hatte.

## Veröffentlichungen (Auswahl)

### Bücher
- Die vom Neunfachen der mittleren Anomalie des Saturn abhängigen Störungen des Encke'schen Kometen. Habilitationsschrift, Tübingen 1845
- Tafeln der Additions- und Subtractionslogarithmen, für sieben Stellen berechnet., Weidmann, Leipzig 1849
- Astronomische Untersuchungen über die Mondfinsternisse des Almagestes. Weidmann, Leipzig 1851
- Astronomische Untersuchungen über die wichtigeren Finsternisse, welche von den Schriftstellern des classischen Alterthums erwähnt werden. Hirzel, Leipzig 1853

### In Zeitschriften
- Ueber das Princip der kleinsten Wirkung. In: Journal für die reine und angewandte Mathematik, Band 24 (1842), S. 177–188
- Ephemeride der Astraea, berechnet von Herrn Prof. Zech. In: Astronomische Nachrichten, Band 39 (1855), S. 309–310 (online)
- Über die Formel für das Höhenmessen mit dem Barometer, von Herrn Professor, Dr. Zech. In: Astronomische Nachrichten, Band 41 (1855), S. 39–42 (online), Nachtrag Band 41, S. 205–208 (online)